# Shiba (Tokyo)
Pour les articles homonymes, voir Shiba.
Shiba (芝) est un district de Minato-ku à Tokyo au Japon situé entre les stations de Hamamatsuchō et de Tamachi sur la Ligne Yamanote et la station Mita sur la ligne Toei Mita.
Shiba-ku (ja) fut un arrondissement de Tokyo entre 1878 et 1947.